# René Bauduin
Pour les articles homonymes, voir Bauduin.
René, Henri, chevalier Bauduin, né le 24 octobre 1905 à Namur et mort le 26 mai 2007 à l'âge de 101 ans, est un militaire et résistant belge, fils de militaire tombé au champ d'honneur en 1914.

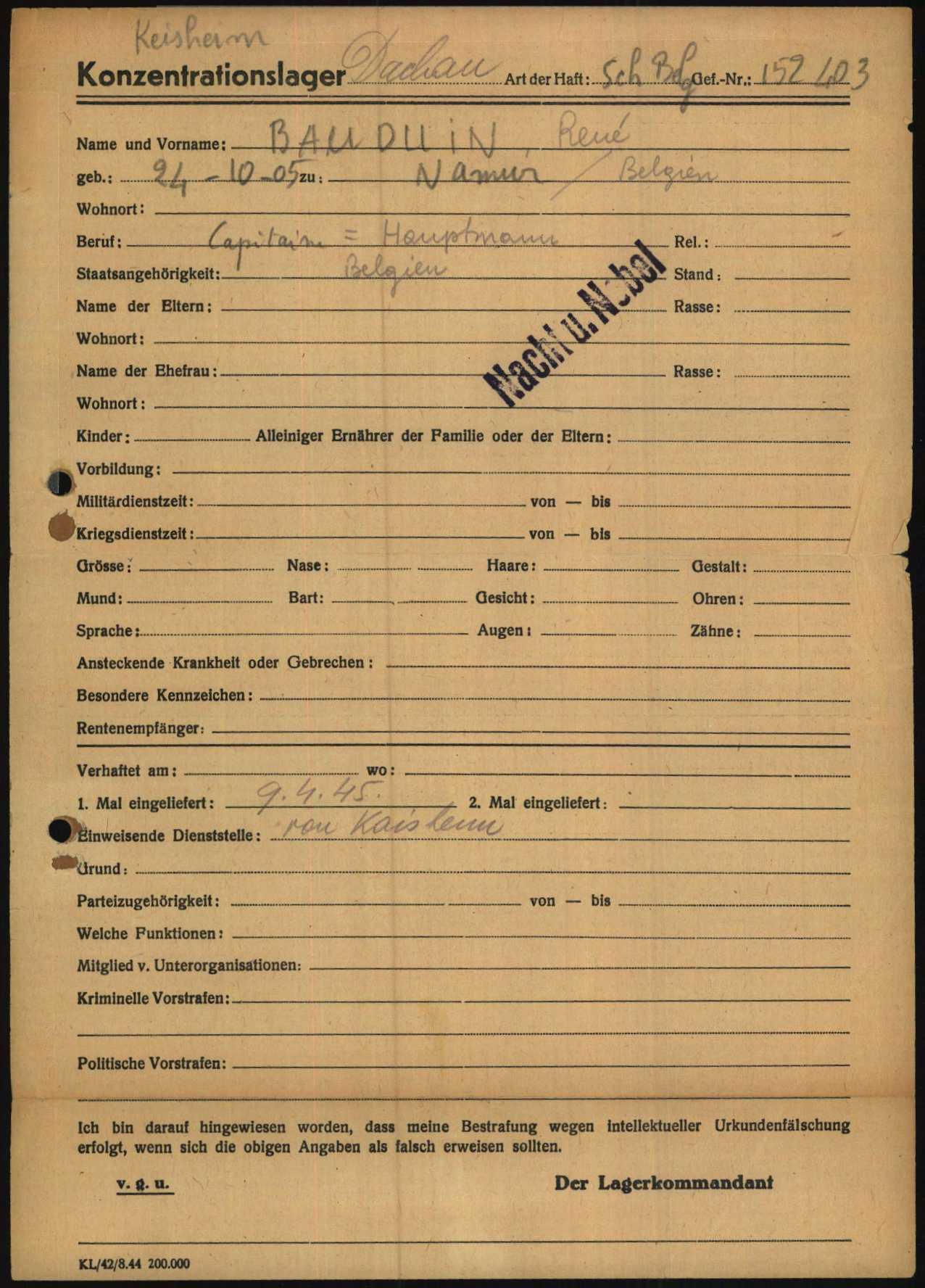
Formulaire d'enregistrement de René Bauduin en tant que prisonnier au camp de concentration nazi de Dachau

Après avoir terminé l'École royale militaire avec distinction, il est affecté aux 3es lanciers à Anvers. Il participe à la campagne de 1940 avec l'É-M de Cavalerie. Fin 1940, pour le réseau Beaver il infiltre le Cabinet du Gouverneur de Namur comme chef de cabinet. Recruté en 1941 par le colonel Bastin pour la Légion Belge (future Armée Secrète), il en devient chef d'État-major après l'arrestation du capitaine Melchior. Dénoncé et arrêté en 1943, il est incarcéré à Saint-Gilles, puis Breendonk et finalement Essen. En 1944, à la suite d'une erreur, il échappe à la déportation vers Gross-Rosen. De mai 1944 à mars 1945, il est détenu à Kaisheim et ensuite à Dachau, où il sera libéré par les américains le 28 avril 45.
De 1946 à 1950, il traite les problèmes des prisonniers politiques, des résistants et des agents de renseignements au Cabinet de la Défense. En 1950, il est promu colonel et désigné attaché militaire naval et de l'air à Paris et Berne jusqu'à sa retraite en 1962.
- Administrateur du Fort de Breendonk
- président de l'amicale Perseverare;
- vice-président de l' Union des fraternelles de l'Armée Secrète;
- ancien président du Fonds pour les prisonniers politiques;

## Décorations et titres

### Belges
- Commandeur de l'ordre de Léopold
- Commandeur de l'ordre de la Couronne
- Commandeur de l'ordre de Léopold II
- Croix militaire de première classe
- Croix de guerre (1939-1945)
- Médaille du combattant militaire de la guerre 1940-1945
- Médaille commémorative de la guerre 1940-1945
- Croix du prisonnier politique 1940-1945

### Étrangères
- Commandeur de la Légion d'honneur
- Croix de guerre 1939–1945
- Médaille du mérite militaire de l'URSS

### Concession de noblesse
Il fut élevé au rang de chevalier par le roi Albert II en 1997. Sa devise est Simplicité.